# Parafia Matki Bożej Częstochowskiej w Dębskiej Woli
Parafia Matki Bożej Częstochowskiej w Dębskiej Woli – parafia rzymskokatolicka, znajdująca się w diecezji kieleckiej, w dekanacie morawickim.